# Columbus Landsharks
Columbus Landsharks – zawodowa drużyna lacrosse, która grała w National Lacrosse League. Drużyna miała swoją siedzibę w Phoenix w Stanach Zjednoczonych. Rozgrywała ona swoje mecze na Nationwide Arena. Drużyna została założona w 2001 roku. Drużyna po trzech sezonach przeprowadziła się i zmieniła nazwę na Arizona Sting. 

## Osiągnięcia
- Champion’s Cup
- Mistrzostwo dywizji

## Wyniki
W-P Wygrane-Przegrane, Dom-Mecze w domu W-P, Wyjazd-Mecze na wyjeździe W-P, GZ-Gole zdobyte, GS-Gole stracone
| Sezon | W-P   | Dom  | Wyjazd | GZ  | GS  |
| ----- | ----- | ---- | ------ | --- | --- |
| 2001  | 3-11  | 1-6  | 2-5    | 134 | 201 |
| 2002  | 5-11  | 2-6  | 3-5    | 198 | 230 |
| 2003  | 8-8   | 4-4  | 4-4    | 184 | 203 |
| Razem | 16-30 | 7-16 | 9-14   | 516 | 634 |